# غاوسية
غاوسية (الاسم العلمي: Gaussia)، جنس نباتات من فصيلة النخلية، موطنها الأصلي المكسيك وأمريكا الوسطى وجزر الأنتيل الكبرى. أوراقها منفردة، غير مسننة، مركبة ريشية. قواعدها متضخمة وجذورها داعمة. اسم الجنس مُهدى لعالم الرياضيات الألماني كارل فريدريش غاوس.

## الأنواع
هناك خمسة أنواع في الجنس:
- G. attenuata توجد في بورتوريكو
- G. gomez-pompae توجد في الولايات المكسيكية تشياباس، ولاية واهاكا وولاية فيراكروز
- G. maya توجد في المكسيك، بليز وغواتيمالا
- G. princeps توجد في الغرب كوبا
- G. spirituana توجد في سلسلة جبال جاتيبونيكو في وسط شرق كوبا.